# Иоанн Антиохийский (историк)
Не путать с Иоанном, архиепископом Антиохийским
Иоанн Антиохийский (греч. Ιωάννης της Αντιόχειας) — византийский историк VII века, автор фрагментарно сохранившейся хроники.
Иоанн был монах, видимо современник византийского императора Ираклия (610—641). Написал историческую хронику от Адама до смерти императора Фоки в 610, опираясь на сочинения Секста Юлия Африкана, Евсевия, Аммиана Марцеллина, Приска, Иоанна Малалы. С последним, тоже выходцем из Антиохии, Иоанна часто путали средневековые компилляторы, тем более что в их текстах находят много общего.
Фрагменты хроники Иоанна Антиохийского содержат ценные сведения по истории V — начала VII в. В частности, Иоанн наиболее подробно рассказал о перевороте в Риме в 455 году, повлёкшем за собой набег вандалов. Хроника содержит также первое свидетельство о появлении булгар на Балканах.
Труд Иоанна Антиохийского фрагментарно дошёл до нашего времени в 2 коллекциях: Codex Parisinus, собранный французским историком XVII века Клавдием Салмазием, и частично сохранившейся византийской энциклопедией истории X века, написанной по заказу императора Константина Багрянородного. Выдержки из коллекций довольно заметно отличаются, что дало повод некоторым исследователям говорить о разных историках Иоаннах Антиохийских. Фрагменты обеих коллекций опубликованы Карлом Мюллером. В 2008 г. вышло новое комментированное издание фрагментов с переводом на английский язык.